# Henri Hazebrouck
Henri Alphonse Hazebrouck (Roubaix, 21 de julio de 1877-Roubaix, 1 de diciembre de 1948) fue un deportista francés que compitió en remo. Participó en los Juegos Olímpicos de París 1900, obteniendo una medalla de oro en la prueba de cuatro con timonel.

## Palmarés internacional
| Juegos Olímpicos | Juegos Olímpicos | Juegos Olímpicos | Juegos Olímpicos   |
| Año              | Lugar            | Medalla          | Prueba             |
| ---------------- | ---------------- | ---------------- | ------------------ |
| 1900             | París (Francia)  | Medalla de oro   | Cuatro con timonel |